# Potentilla virgata
Potentilla virgata là loài thực vật có hoa trong họ Hoa hồng. Loài này được Lehm. miêu tả khoa học đầu tiên năm 1820.